# Conte d'al-Ma'mûn et des Pyramides
Le Conte d'al-Ma'mûn et des Pyramides est un récit du recueil des Mille et Une Nuits. Dans l'Encyclopédie des Mille et Une Nuits, il est répertorié sous le numéro ANE 131. Dans la version de Jamel Eddine Bencheikh et André Miquel, il s'étend des nuits 397 à 398. Il narre la visite du septième calife abbasside al-Ma'mūn aux pyramides de Gizeh.

## Résumé

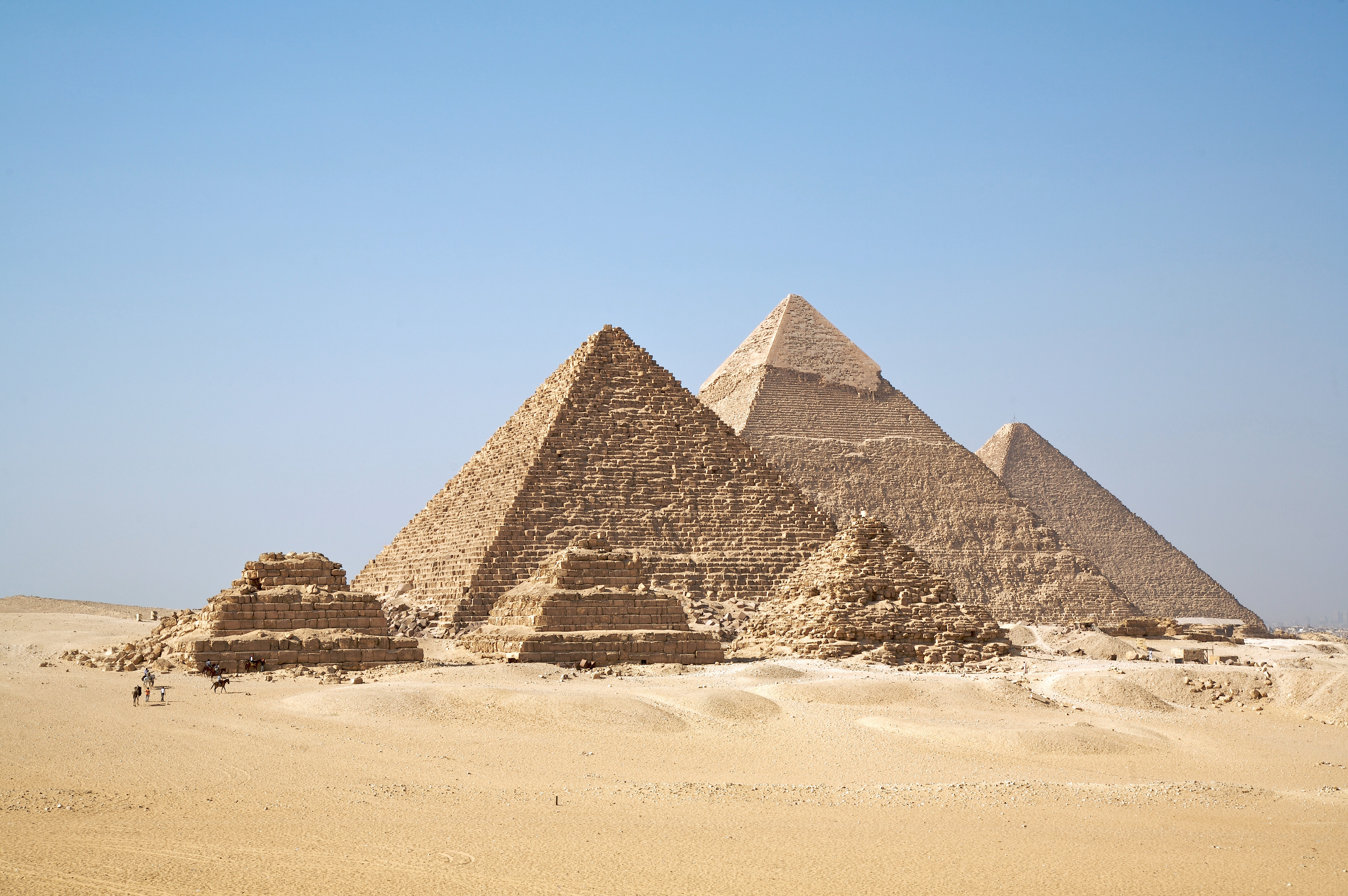
Pyramides de Gizeh

Al-Ma'mūn, fils du calife Hâroun ar-Rachîd, vint en Égypte et visita Le Caire. Il demanda à voir les pyramides de Gizeh afin de les démolir et prendre possession des trésors qui y étaient cachés. Les efforts et l'argent dépensés ne donnèrent pas grand chose. En fait, il parvint seulement à percer une petite arche dans l'une des pyramides. À l'intérieur, il trouva exactement la même somme d'argent que celle qu'il dépensa pour ses travaux. Restant tout interdit, il prit l'argent et abandonna son projet.
Le récit se poursuit par des informations diverses sur les pyramides, au nombre de trois, qui figurent parmi les Merveilles du monde. Il est dit qu'il n'existe nulle part ailleurs dans le monde de construction aussi haute, parfaite et sûre. Elles sont faites de blocs énormes. Chacun d'entre eux est percé, sur deux faces opposées, d'un trou. On y enfonçait dans l'un deux une barre de fer bien droite, qui venait s'insérer dans le trou correspondant du bloc voisin. L'assujettissement est assuré par du plomb fondu. Le tout fut exécuté d'après les mesures les plus précises de la géométrie. L'édifice achevé, chacune des Pyramides s'élevait à cent coudées vers le ciel, selon la valeur fixée alors à cette mesure. Elle est carrée à la base et son arête, depuis le sommet, s'étire sur trois cents coudées.
Les Anciens disent que la pyramide de l'ouest garderai trente chambres en pierre d'onyx aux couleurs variées. Elle serait remplie de joyaux très précieux, de quantité de richesses, de statues étranges, d'instruments et d'armes très beaux, vernis par le meilleur spécialiste et préservés de la rouille jusqu'au jour de la Résurrection. On y trouverait également du verre qui peut être plié sans se briser, ainsi que toutes sortes de médicaments habilement composés et de lotions particulièrement subtiles. La deuxième pyramide recèlerait les écrits des prêtres rédigés sur de la pierre d'onyx. Chacun d'entre eux avait la sienne, sur laquelle il consigna ses maximes, les merveilles de ses savoirs et de ses pratiques. Les murs représenteraient des êtres humains, comme des idoles, illustrant toues sortes d'activités, assis sur des coussins.
Chaque pyramide aurait son gardien, la protégeant de l'usure du temps et des calamités du sort. Les merveilles des Pyramides ont toujours subjugué tous ceux qui savent voir et méditer. Les poètes en ont laissé maintes évocations :
Quand les rois ont en tête de perpétuer leur mémoire,  

ils nous parlent, après eux, par leurs monuments.  

Voyez les Pyramides, qui demeurent,  

inaltérables aux caprices des temps.

Voyez les Pyramides, écoutez-les  

nous rappeler le temps qui s'en va.  

Si elles parlaient, elles nous apprendraient  

le temps à l'œuvre, de ses débuts jusqu'à sa fin.

Dis-moi, l'ami : y a-t-il sous les cieux monuments  

qui égalent en perfection les Pyramides d'Égypte ?  

Elles font peur au temps, alors même  

que tout ici-bas s'épouvante du temps.

Mon œil s'égare devant cette composition parfaite,  

mais pas mon esprit, qui en saisit tout le message.

Qu'est devenu le bâtisseur des Pyramides ?

De quel peuple était-il ? De quel temps ? Et comment est-il mort ?

Nous laissons après nous quelques traces,

un temps, et puis la mort vient les saisir.

## Analyse

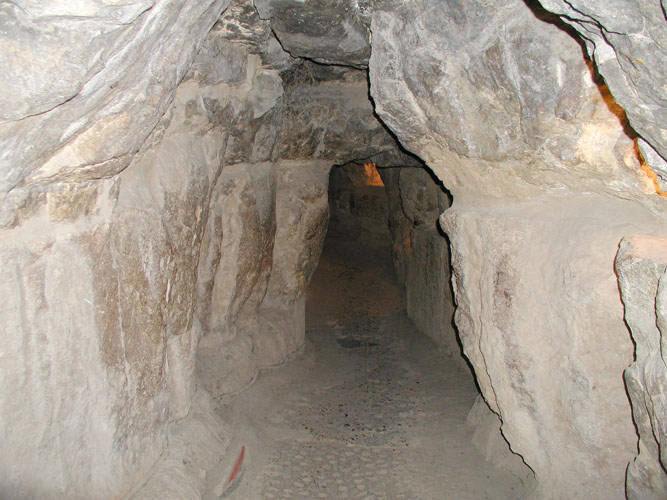
Percée d'Al-Mamoun.

### Al-Ma'mûn et les Pyramides
Le thème des Merveilles du monde est connu et, parmi elles, celles des Pyramides. Le conte en propose une lecture mi-historique, mi-légendaire, dont la valeur tiendrait au final au souci d'intégrer le recueil de contes, du moins occasionnellement, dans une littérature encyclopédique (adab) de l'honnête homme de l'époque. Le calife abbasside Al-Ma'mūn vint effectivement au Caire, en 832, lors des dernières années de sa vie, afin de maîtriser une révolte de protestation contre la lourdeur des impôts. Il a ordonné de pénétrer dans la Grande Pyramide et ses ouvriers auraient creusé un tunnel qui est encore connu aujourd'hui sous le nom de tunnel al-Ma'mun. Selon le rapport de l'historien al-Mas'udi, le père d'al-Ma'mun, le cinquième calife abbasside Hâroun ar-Rachîd, avait déjà tenté de pénétrer dans la pyramide. Cette histoire des Mille et une nuits fait partie d'une série d'histoires du monde arabe du début du Moyen Âge entourant les pyramides égyptiennes. La tradition s'intéresse de préférence aux deux pyramides de Khéops et de Khéphren. C'est sous la forme du duel (haramayn) qu'elles apparaissent dans les poèmes cités. Richard Francis Burton s'étonne qu'Edward William Lane ait choisi d’omettre cette histoire dans son édition du recueil The Thousand and One Nights : or, Arabian Nights' Entertainments (1840). Il estime pourtant intéressant ce récit qui est fondé sur des faits historiques, suggérant une « suggérant une comparaison entre les superstitions musulmanes médiévales et celles de notre XIXe siècle, qui apparaîtront à nos descendants aussi sauvages, sinon aussi pittoresques, que celles des Nuits ». Ce conte lui fait aussi dire : « J’ai toujours pensé, sur la base de considérations trop longues pour être détaillées, que les grandes pyramides contiennent de nombreuses chambres non ouvertes. Le Dr Grant Bey (en) du Caire a proposé de percer les blocs comme on creuse des puits artésiens ».

### Éditions
L'histoire peut être trouvée dans les manuscrits égyptiens et les éditions en langue arabe des Mille et Une Nuits imprimées au début du XIXe siècle, y compris les éditions de Boulaq et de Calcutta II. Jamel Eddine Bencheikh et André Miquel les ont tous les deux utilisé comme base pour leur traduction et intitulèrent l'histoire Conte d'al-Ma'mûn et des Pyramides. Ce récit est aussi présent dans Contes inédits des mille et une nuits (1828) de Guillaume-Stanislas Trébutien, sous le titre Les Pyramides d'Égypte, parmi une liste d'anecdotes sur divers sujets.

## Postérité
L'écrivain égyptien Gamal al-Ghitani a repris l'histoire dans son ouvrage Pyramides (متون الأهرام, Mutun al-Ahram) en 1994.